# Taiga della Siberia nord-orientale
L'ecoregione della taiga della Siberia nord-orientale (codice ecoregione: PA0604) è un'area di «taiga sparsa» situata tra i fiumi Lena e Kolyma in Siberia nord-orientale (Russia). I confini interni dell'ecoregione formano una sorta di mosaico che comprende la parte meridionale della pianura della Siberia orientale, così come le pianure intorno agli altopiani della Siberia orientale, escludendo pertanto le creste e le cime dei monti di Verchojansk e dei monti Čerskij. A sud l'ecoregione è delimitata dalla costa settentrionale del mare di Ochotsk, dove si trovano foreste boreali marittime e foreste continentali situate nell'entroterra. L'ecoregione costituisce uno dei più estesi tratti di foresta boreale vergine del mondo, grazie alla popolazione molto scarsa e alla difficile accessibilità. Si estende principalmente nella Repubblica di Sacha (Jacuzia).

## Geografia
L'ecoregione copre un'area che si estende per circa 1800 km da est ad ovest e 1000 km da nord a sud. A occidente è delimitata dal fiume Lena, al di là del quale si trova l'ecoregione della taiga della Siberia orientale; a oriente ne segna il confine il fiume Kolyma, che la separa dall'ecoregione della tundra di Bering. A nord di essa si trova una fascia di tundra costiera artica, della larghezza di circa 100 km, che costituisce l'ecoregione della tundra costiera della Siberia nord-orientale. Il mare di Ochotsk, a sud, ne completa i confini, ma all'interno di quest'area i monti di Verchojansk e i monti Čerskij (che costituiscono l'ecoregione della «tundra di montagna Čerskij-Kolyma») limitano la sua estensione alle vallate e alle pianure. La regione appartiene all'ecozona paleartica (nello specifico alla regione euro-siberiana) e copre una superficie di 1125700 km².
I monti di Verchojansk sono una catena montuosa a forma di «L» che corre lungo la riva orientale della Lena prima di svoltare in direzione est-ovest attraverso la parte meridionale dell'ecoregione. I monti Čerskij corrono in direzione nord-ovest/sud-est attraverso la parte centrale della regione. Le loro pendici superiori e le cime sono troppo fredde e asciutte per consentire lo sviluppo delle foreste e della vegetazione di pianura tipiche dell'ecoregione della taiga della Siberia nord-orientale. A est e a nord delle montagne si estende il bacino del fiume Kolyma. Oltre a questo, nell'ecoregione scorrono anche i fiumi Indigirka e Jana.

## Clima
La regione è caratterizzata da un clima della tundra (ET secondo la classificazione dei climi di Köppen), con inverni lunghi e molto freddi e una breve estate calda. Le condizioni sono così estreme da consentire a malapena lo sviluppo di una foresta d'alto fusto.
Le precipitazioni sono relativamente scarse e variano dai 150–200 mm annui nella Jacuzia centrale ai 400–500 mm sulle montagne.

## Flora
Le specie arboree dominanti sono il larice (Larix gmelinii) e la betulla bianca (Betula pendula), mentre il sottobosco è costituito da pino nano siberiano (Pinus pumila) e licheni. L'ulteriore sviluppo della foresta è ostacolato dallo strato di permafrost del terreno, dagli inverni terribilmente freddi e dalle precipitazioni relativamente basse. La regione costituisce un grosso serbatoio di anidride carbonica atmosferica.
Nelle pianure alluvionali si incontrano comunità floristiche tipiche della steppa, con piante di festuca (Festuca), avena alpina (Helictotrichon), cinquefoglie (Potentilla tollii), Orostachys spinosa, Carex pediformis, ecc. L'ecoregione è una delle regioni floristiche della regione circumboreale.

## Fauna
Gli uccelli acquatici migratori sono comuni nelle zone settentrionali al confine con la tundra: tra questi vi sono l'orchetto marino (Melanitta nigra), l'oca granaiola (Anser fabalis) e l'alzavola del Baikal (Sibirionetta formosa). Al largo della costa rocciosa del mare di Ochotsk si trovano importanti aree di nidificazione per gli uccelli marini. In quest'area sono stati avvistati oltre un milione di esemplari appartenenti a 15 specie diverse e i terreni di nidificazione del chiurlo minore (Numenius minutus) e della rarissima gru siberiana (Leucogeranus leucogeranus) si trovano solo qui.
La taiga siberiana ospita anche galliformi, come la pernice bianca nordica (Lagopus lagopus) e la pernice bianca (L. muta), presenti nelle aree di tundra aperta. Le popolazioni di gallo cedrone orientale (Tetrao urogalloides) e di francolino di monte (Tetrastes bonasia) tendono invece ad abitare habitat forestali.
Tra i mammiferi più comuni ricordiamo l'alce (Alces alces), il tamia siberiano (Eutamias sibiricus), la lince (Lynx lynx), la donnola siberiana (Mustela sibirica), la volpe rossa (Vulpes vulpes) e l'orso bruno (Ursus arctos).

## Popolazione
L'area è scarsamente popolata; l'unica città è Magadan, sul mare di Ochotsk, mentre più frequenti sono i villaggi di minatori e di taglialegna.

## Conservazione
La regione è relativamente incontaminata e ospita una delle più grandi foreste vergini del mondo. Tuttavia, alcune aree sono destinate all'estrazione mineraria e all'industria del legname. Come per quasi tutte le foreste boreali, gli incendi costituiscono una seria minaccia in estate.

## Aree protette
In questa ecoregione si trovano varie aree protette, tra cui la riserva naturale di Magadan, un'area protetta integrale (zapovednik) che copre una superficie di 782 km².